# Znak dvostrukog balona (radiologija)
Znak dvostrukog balona (ZDB) (engl. Double bubble sign) je radiološki znak koji se javlja na nativnoj radiografiji ili ultrasonografiji trbuha (abdomena) u uspravnom stavu, kod novorođenčadi i predstavlja dilataciju proksimalnog dela dvanaestopalačnog creva (duodenuma) i želuca. Može se otkriti ultrasonografijom i antenatalno (pre rođenja deteta).

## Opšte informacije
Slika dvostrukog balona ili hidroaerični nivoi u želucu i duodenumu, su patognomonični znaci za opstrukciju dvanaestopalačnog creva. Može se videti i kod anularnog pankreasa i kod malrotacije. Želudac i duodenum su distendirani i nema gasa distalno od njih. Najvažnije je isključiti malrotaciju, koja zbog vaskularnih akcidenata može dovesti do gangrene i koja može zahtevati hitnu hiruršku intervenciju. Ako opšte stanje deteta to dozvoljava treba uraditi irigografiju. Ukoliko ona pokaže normalan položaj kolona (nema malrotacije), korisno je odložiti hiruršku intervenciju i popraviti opšte stanje deteta.

## Etiologija
Uzroci pojave znaka dvostukog balona mogu se otkriti tokom radiografskih i ultrasonografskih snimanja trbuha novorođenčeta ili neonatusa u sledećim stanjima:
| Stanja u kojima se može otkriti znak dvostrukog balona tokom radiografije i/ili ultrasonografije | Stanja u kojima se može otkriti znak dvostrukog balona tokom radiografije i/ili ultrasonografije                                                                                        | Stanja u kojima se može otkriti znak dvostrukog balona tokom radiografije i/ili ultrasonografije |
| Kongenitalna opstrukcija | Spoljašnja kompresija dvanaestopalačnog creva | Intestinalna malrotacija |
| --- | --- | --- |
| - intraluminalni diverticulum - atrezija dvanaestopalačnog creva (javlja se u 1 : 6.000 novorođenčad često je udružena sa atrezijom distalnog dela Vaterove ampule, a u 30% slučajeva povezana sa Daunovim sindromom) - stenoza dvanaestopalačnog creva - prstenasta gušterača (pankreasa) sa opstrukcijom drugi deo duodenuma | - holedohalna cista - mezenterična dvostruka cista - intramuralni dvanaestopalačni hematom - prenodenal portalna veena - retroperitonealni tumor - sindrom gornje mezenterične arterije | - intestinalna nonrotacija u kojoj duodenojejunalna vijuga leži udesno od a. mesenterice superior, a cekum je podignut naviše prema srednjoj liniji - inkompletna intestinalna rotacija sa visokom pozicijom slepog creva - inkompletna retroperitonealna fiksacija duodenuma i kolona |

## Lažno pozitivni nalazi
Određene retke anatomske anomalije, kao što urođena opstrukcija dvanaestopalačnog creva i atrezija piloriusa, mogu izazvati lažno pozitivne rezultate za ZDB na rendgenskim snimcima. 
- Urođena atrezija pilorusa obično uzrokuje jedan balon na rendgenskim snimcima bez distalnog gasa, mada se povremeno može videti i znak dvostrukog balona.[8]

- Opstrukcija dvanaestopalačnog creva, iako tipično bez distalnog gasa, prijavljena je sa odsustvom dvostrukog balona, iako je ova varijanta prilično retka.[9]

Na ultrazvuku novorođenčadi, dvostruki balon takođe može biti uzrokovan holedohalnom cistom, cistom omentuma ili cistom duplikacije creva.

## Prognoza
Sva navedena patološka stanja spadaju u grupu hirurški hitni slučajevi, sa 100% smrtnošću, osim ako se ne hirurški ne zbrinu na adekvatan način.

## Literatura
- (1986). стр. 882.—895
- Feitz, R.; Vos, A. (1997). „Malrotation: the postoperative period”. J Pediatr Surg. 32 (9): 1322—1324. doi:10.1016/S0022-3468(97)90312-2.

## Spoljašnje veze
- Pathologie mésentérique — Anomalies de Rotation du mésentère — www. invision.online.fr (језик: француски)

|  | Molimo Vas, obratite pažnju na važno upozorenje u vezi sa temama iz oblasti medicine (zdravlja). |